# Tadpatri
Tadpatri là một thành phố và khu đô thị của quận Anantapur thuộc bang Andhra Pradesh, Ấn Độ.

## Địa lý
Tadpatri có vị trí 14°55′B 78°01′Đ / 14,92°B 78,02°Đ Nó có độ cao trung bình là 223 mét (731 feet).

## Nhân khẩu
Theo điều tra dân số năm 2001 của Ấn Độ, Tadpatri có dân số 86.641 người. Phái nam chiếm 51% tổng số dân và phái nữ chiếm 49%. Tadpatri có tỷ lệ 56% biết đọc biết viết, thấp hơn tỷ lệ trung bình toàn quốc là 59,5%: tỷ lệ cho phái nam là 67%, và tỷ lệ cho phái nữ là 44%. Tại Tadpatri, 13% dân số nhỏ hơn 6 tuổi.